# Go-around

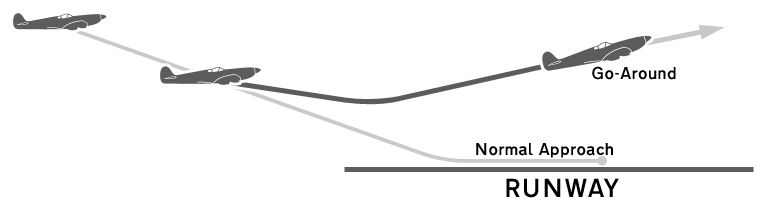

Go-around là một thuật ngữ tiếng Anh trong hàng không là một thuật ngữ chỉ động tác máy bay đang ở giai đoạn tiếp cận cuối cùng khi hạ cánh nhưng hủy bỏ việc hạ cánh và bay lên. Động tác bay lên lại có thể là theo lệnh của bộ phận kiểm soát không lưu (thông thường đài không lưu ở sân bay đang hạ cánh) hoặc quyết định của phi công điều khiển của máy bay. Lý do bộ phận không lưu yêu cầu phi công bay lên lại có thể là có xe cộ hay vật cản trên đường băng hoặc điều kiện đường băng thời điểm đó không đảm bảo an toàn. Phi công điều khiển máy bay có thể quyết định cất cánh lại nếu phát hiện đường băng có vật cản hoặc máy bay không được căn chỉnh thẳng với đường băng, bánh máy bay không được bật ra, điều kiện khí tượng nguy hiểm (hạn chế tầm nhìn, gió), quá nhiều năng lượng (quá cao hoặc quá nhanh), hoặc một số điều kiện không an toàn khác được phát hiện.